# District judiciaire de Astorga
Le district judiciaire de Astorga est un district judiciaire espagnol de la province de León en Castille et León (Espagne).

## Liste des communes
Communes du district judiciaire :
| Astorga               | Benavides            | Brazuelo                |
| Bustillo del Páramo   | Carrizo              | Castrillo de Cabrera    |
| Encinedo              | Hospital de Órbigo   | Llamas de la Ribera     |
| Lucillo               | Luyego               | Magaz de Cepeda         |
| Quintana del Castillo | San Justo de la Vega | Santa Colomba de Somoza |
| Santa Marina del Rey  | Santiago Millas      | Truchas                 |
| Turcia                | Val de San Lorenzo   | Valderrey               |
| Villagatón            | Villamejil           | Villaobispo de Otero    |
| Villarejo de Órbigo   | Villares de Órbigo   |                         |